# チェコ鉄道680系電車
チェコ鉄道680系電車(チェコ語: Elektrická jednotka 680)はチェコ鉄道が運行するスーパーシティで運用されている電車方式の強制車体傾斜式高速鉄道車両である。680系は、イタリア・サヴィリャーノのアルストム（かつてのフィアットで、ペンドリーノシリーズを開発した）が製造し、車両の大部分はETR 460やETR 470をベースとしている。2004年9月18日にブジェツラフ・ブルノ間でチェコ鉄道の最高速度記録である237km/hを記録している。電気方式は交流電化25kv50Hz、15kv16⅔Hz、直流電化3kVに対応しており、将来的にはドイツ方面への乗り入れも考慮されている。
チェコ鉄道は全10編成を、チェコモラヴァ・コルベン・ダニェク(ČKD)との合弁会社経由で発注した。ČKDは破綻し、結果的に変更契約をアルストムが結び、数年後同じ7編成を納入した。

## 歴史

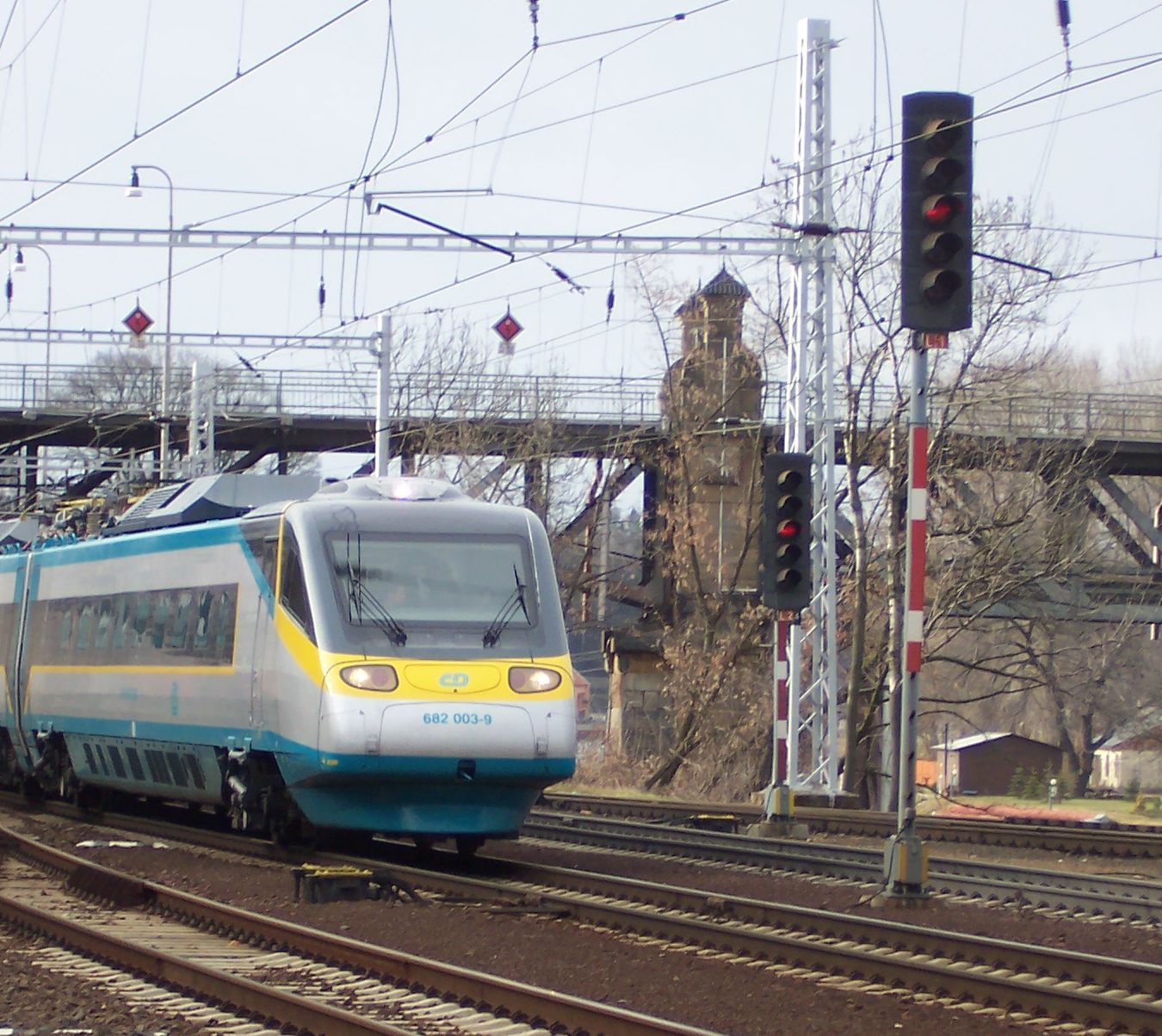
試験運用中のチェコ・ペンドリーノが、ロウドニツェ・ナド・ラベム駅に到着

1989年9月に、初めてペンドリーノ編成がチェコスロバキアに現れた。それはETR 401のプロトタイプ列車であった。列車とともに、パルドゥビツェ - プルジェロフ間の路線での試験・デモ走行実施が引き受けられた。再び、ETR 460プロトタイプ型式のペンドリーノがチェコの路線に1994年5月23 - 25日に来て、ポーランドでの試験後母国に戻った。列車は先頭車と付随車2両の3両で構成され、2番目の付随車のみ振り子の無いシャーシ付き車体形式であった。列車はプラハとブルノで一般に公開され、プラハ - クラルピ・ナド・ヴルタヴォウ間での短い試験運行を行った。3回目にペンドリーノがチェコの路線に現れたのは1996年で、この時はETR 470の3両編成プロトタイプであった。
チェコ鉄道では1995年に車体傾斜式車両を導入する計画が始まり、コンペを行った。アルストムに統合される以前のフィアット（現アルストム）、シーメンス、モラヴァスレスコ車両・ストゥデーンカ、ČKDの4社共同体が勝ち取り、チェコ独自の車両が計画された。2000年に10編成を納入する予定で、各社役割が決まっており、フィアットが車体傾斜装置、シーメンスが電気装置、MSVが内装、シュコダが車体製造、最終的なぎ装を行う予定であった。しかし、1998年にČKDの問題で納期が遅れることとなり、1編成あたり1150万ユーロと予算を大幅に上回るものとなり、資金難やその後のシュコダ、ČKD、MSVの破綻等で一旦計画は中断された。2000年のČKDが破綻した中、長い交渉を通して、列車の生産は元々の合弁会社のメンバーであったイタリアの会社、フィアット鉄道が行うこととなった。元々の提案とは異なり、車両の技術とデザインはペンドリーノをベースにしたものとなり、編成数は7に減少した。チェコ鉄道は680系の系列番号を付与した。最初の編成が2003年6月に納入され中央ボヘミア州の都市コリン郊外ツェルヘニツェの鉄道研究所試験線で試験走行が開始されるが、製造上の問題からトラブルが頻発した。その都度、フィアットの本拠地イタリアへ問い合わせることになり、第2編成以降の製造費の支払いと納入を中断する事態になった。その後、技術書の翻訳と信号トラブルが解決し同年秋に残りの編成の搬入が認められ2004年2月から毎月1編成が納入されることになった。

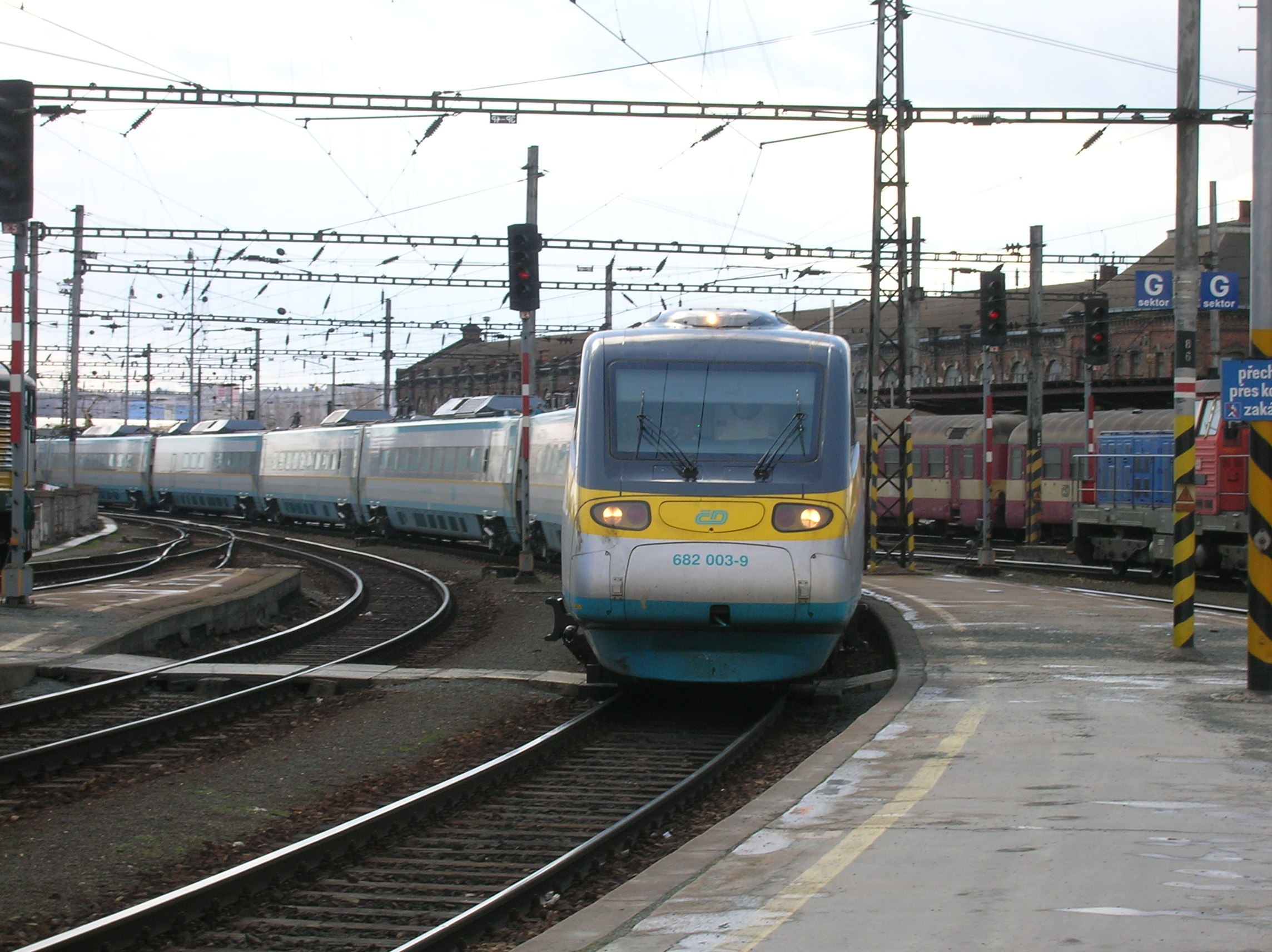
ペンドリーノ編成がブルノ本駅に入線

680系列車の承認試験で、列車が導電流の上限を越えた値の逆駆動電流が流れ、最悪の場合軌道回路の誤作動に至り路線や駅の鉄道保安設備に影響を及ぼしかねないことが分かった。メディアではこの問題がモーターの電磁界の問題だと間違って伝わった。2004年に試験運行用にプラハ - ヂェチーン間の路線に配置され、乗客を乗せた列車の試験運行を始めた。導電流の問題は、2004年末に、軌道回路の修正で暫定的に解決した。この問題の最終解決は危険電流補償器としてのアクティブフィルタによるもので、2005年内に全7車両に取り付けられた。勿論、問題は補償器取付で解決せず、列車はまだ軌道電流の干渉が大きいと批判する人(ヴァーツラフ・フダーチェク、イヴァン・コネチニーといった保安設備の専門家)もいた。ペンドリーノは軌道電流の特性が不満足なものであるので、運行が許可されない路線があった。この軌道電流では30年間のプロジェクトとして使えないが、鉄道施設管理公団はまだ交換の予算を確保していない。
2005年12月よりプラハ・オストラバ間で営業運転を開始したが（種別:SC）、営業中の5編成で翌年1月空調システムの不具合と熱により車体傾斜システムの機能停止のトラブルが発生する。これはフィンランドで運用されているSm3でも同じ問題が発生した。システムの接続上の問題が原因と推定されている。ペンドリーノ編成は一次的に運用から外され、トラブルシューティング後運用に復帰した。
数年後プラハ - ブルジェツラフ間の（種別:IC）定期系統に充当された。
ブルジェツラフ - ブルノの路線でのテストで、列車はチェコ鉄道の速度新記録を達成し、それは特別な条件の下で達成した速度237.04 km/hである。速度200km/hでの技術的安全試験で、ペンドリーノは全3電化方式で200km/h +10%を越えた。
全7編成をチェコ共和国・ドイツ・オーストリア・スロバキアで使うための承認プロセスは2006年中に完了した。

## 運用

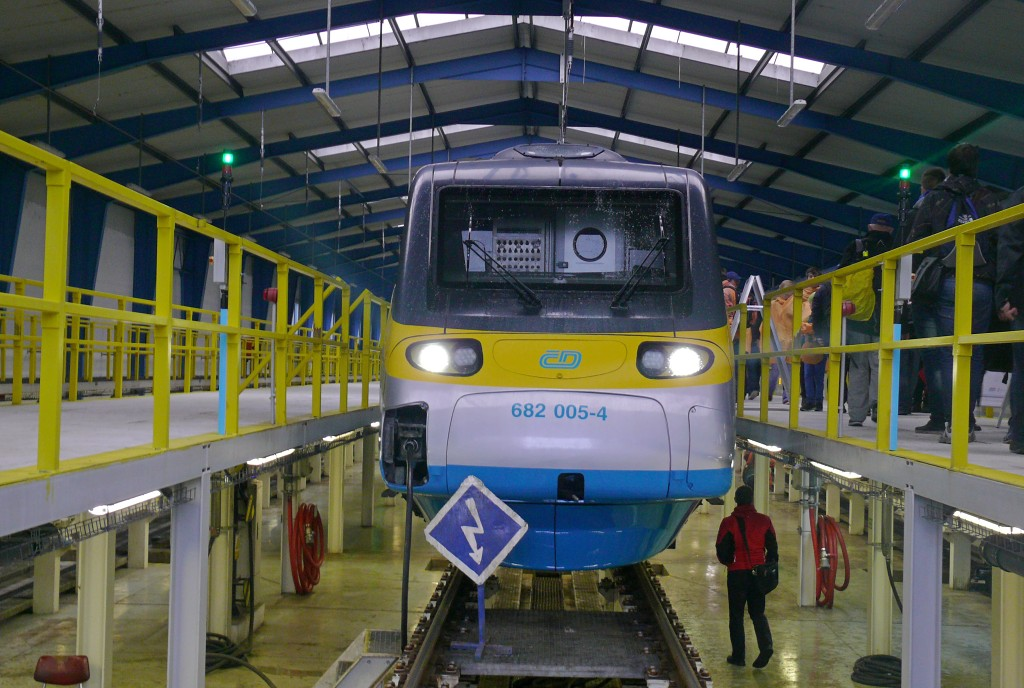
ボフミーン, 修理中の682 005-4、2017年国の鉄道の日にて

SC ペンドリーノ車両は元々チェコ鉄道とチェコ航空の共同プロジェクトの一部で、チェコ鉄道の番号以外にOKシリーズの航空番号も割り当てられ、チェコスロバキア航空予約システム経由でも、言わゆる「高度ゼロの飛行」として、架空のパルドゥビツェ、オロモウツ空港も含めて、列車に乗り継ぐ「航空券」を購入することができた。
ペンドリーノ列車のチェコ鉄道の路線での正規運用は、2つの路線で2005年12月11日に始まった。言わゆる南ルート、プラハ - パルドゥビツェ - チェスカー・トルジェボヴァー - ブルノ - ブルジェツラフ (とその先のブラチスラヴァまたはウィーン)で、ユーロシティと共通種別での運行列車となるはずであった。しかし、列車はスロバキアとオーストリアでの運行許可を得ていなかったので、ペンドリーノは短縮した形で南ルートを運行した。故に、IC 570/571とEC 134/135はブラチスラヴァではなくブルジェツラフ終点となり、EC70から75までの3往復の列車がプラハ - ウィーンの全路線を国際列車として運行した。チェコ鉄道のペンドリーノは2006年12月10日にオーストリアとスロバキアでの運行認可を受け、強制乗換は不必要になった。南ルートは低い労働力と国際列車補助の少ない利益に苦しみ、故に2010年には既にウィーンまでの1往復(SC スメタナ)のみとなり、翌年はもう一方のブラチスラヴァ行(SC スロバキアの矢)となった。2012年の新ダイヤで南ルートは消滅した。
一方の言わゆる北ルート、プラハ - パルドゥビツェ - オロモウツ - オストラヴァでは、列車が最初から商標SC ペンドリーノの下、スーパーシティの列車種別で運行した。オストラヴァでは、ボフミーンなど多くの駅に直通便を設けている。2012年の新ダイヤでは直通先が加えられ、スロバキアのジリナまでハヴィールジョフ、トルジネツ、チェスキー・チェシーン経由で週末2本が延長し、フランチシコヴィ・ラーズニェまでプルゼニ、マリアーンスケー・ラーズニェ、ラーズニェ・キンジヴァルト、ヘブ経由で土曜日1本が延伸した。
2014年12月より、新ダイヤが施行され始め、ペンドリーノが鉄道企業体スロバキアの協力で新路線に配備され、プラハからコシツェまで1往復のスーパーシティ種別の列車に導入された。主な理由として、チェコの旅客を速く快適にタトラ山脈へ、結果としてスロヴァキア東部へ運ぶことをオファーするための索だと報じられた。路線の近代化と、高速列車を振り子つきで使えるオプションのおかげで、コシツェまでの運行時間を最短7.5時間に短縮することに成功した。ストゥデーンカでの2015年7月末の680.003編成の事故(以降を参照)後、ペンドリーノ配備編成の不足の影響でこの列車は休止となったが、9月1日よりスロバキアで復帰し、同じパフォーマンスで2016年のダイヤでもペンドリーノ・コシチャンの名前で運行継続した。
ペンドリーノは、例えば第三鉄道回廊の区間のリニューアル開始時など、臨時運行時でも使用される。

### 内装リニューアル
2017年6月、ペンドリーノ車両の内装更新が始まった。具体的には、座席、壁の裏地、床、網棚、トイレ個室の更新である。列車は情報システムつきデジタルスクリーンの更新を予定している。列車には小さい子供向け映画も設置され、同様に特急レイルジェットにも導入される。近代化でWi-fiシステムも開通し、全車両に設置される。導入後、ペンドリーノ列車はチェコ鉄道で2600万キロを走行し、旅客1200万人を輸送した。チェコ鉄道のペンドリーノ全7編成のリニューアルは2.5億コルナ（概ね13億円、一編成あたり約3570万コルナ ≒ 1.8億円）かかる予定で、全編成の近代化は2018年9月までに行われる。最初にリニューアルされた680.005編成は、工事後、最初に規定車両として2017年9月23日に、プラハからボフミーンまでの運行には鉄道の日に、配属・導入された。9月25日月曜日より公式に運用に配属され、次の月には大部分がSC 240/241 ペンドリーノ・コシチャンの系統にも配属される。680.006, 680.007編成が次に続く。

### 過去の運用
- プラハ - パルドゥビツェ - オロモウツ - オストラヴァ・ボフミン(スーパーシティ・ペンドリーノ)　7往復
- プラハ - ブルノ - ウィーン(スーパーシティ・ヨハン・グレゴール・メンデル、スーパーシティ・スメタナ)　2往復
- プラハ - ブルノ - ブラチスラバ(スーパーシティ・スロヴェンスカー・ストレラ)　1往復

## 編成

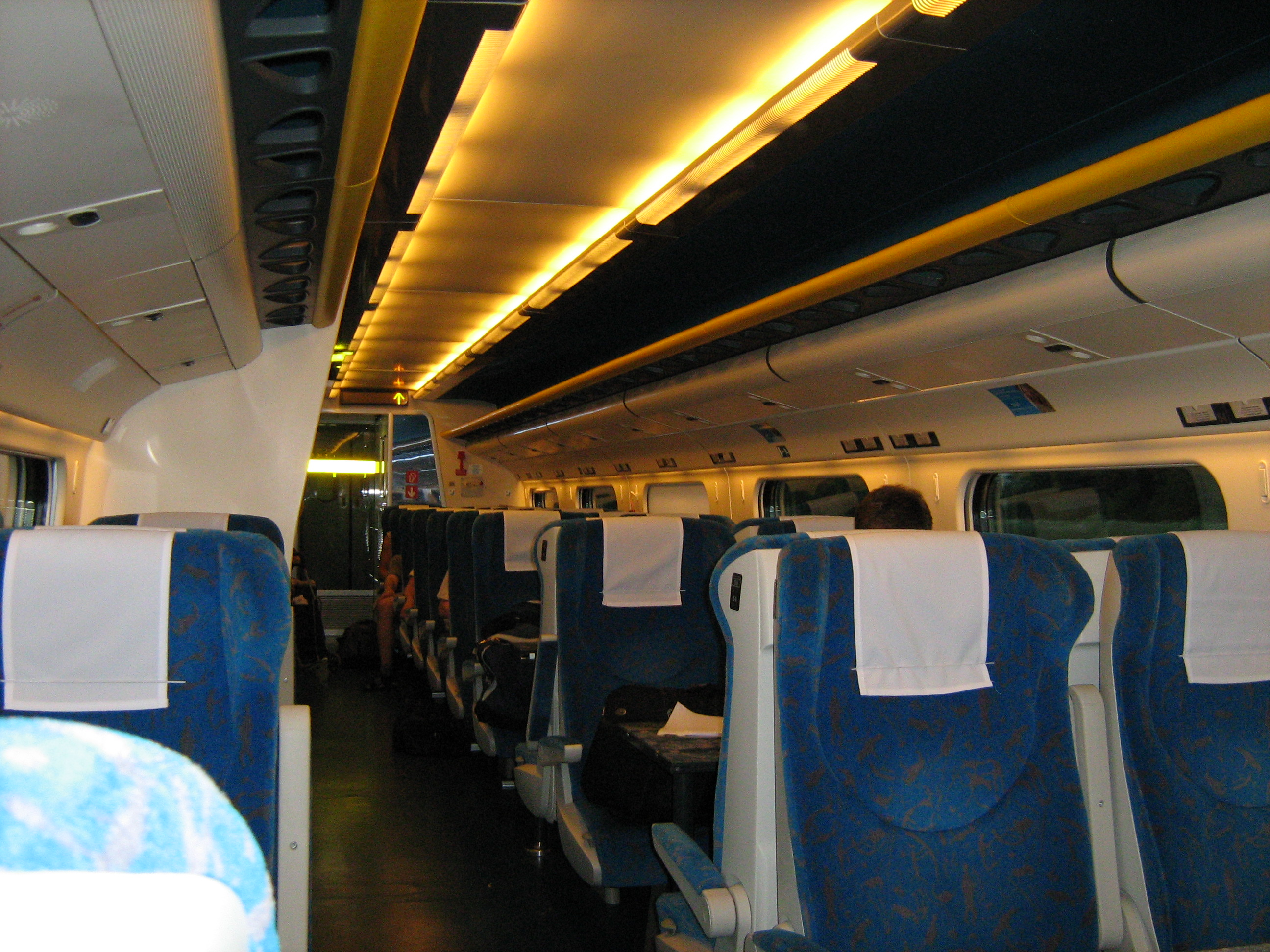
2等車内

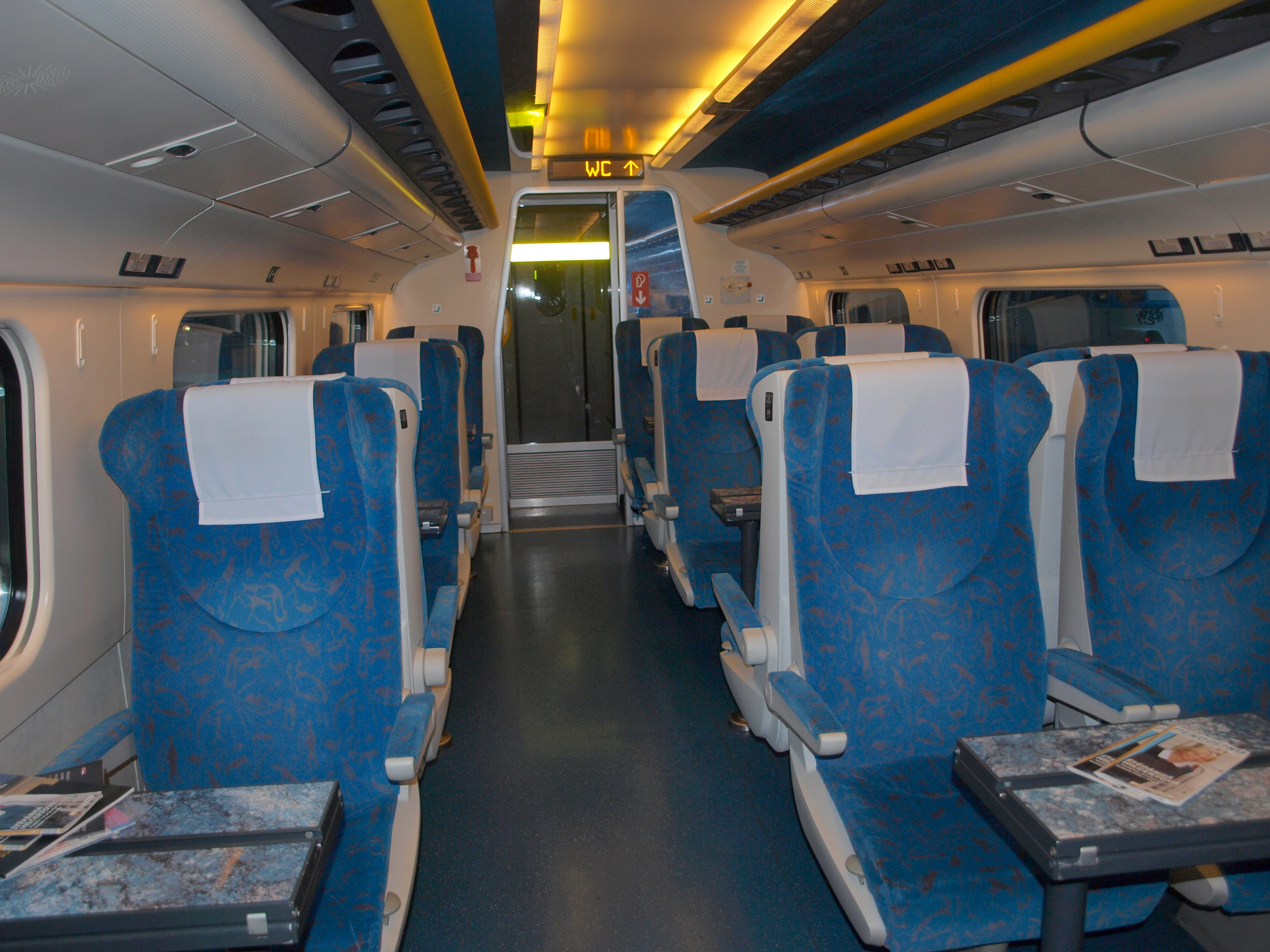
2等車内

680系列車は10両編成で、うち4両が動力車である。各動力車には2つの駆動モータが備え付けられている。編成番号は制御車に表示されている。
| 車両の順 | 等級     | 特性       | 形式 |
| -------- | -------- | ---------- | ---- |
| 1.       | 2        | 先頭動力車 | 681  |
| 2.       | 1        | 中間車     | 081  |
| 3.       | 2        | 中間車     | 083  |
| 4.       | ビュフェ | 中間動力車 | 683  |
| 5.       | 2        | 中間車     | 084  |
| 6.       | 1        | 中間車     | 085  |
| 7.       | 2        | 中間動力車 | 684  |
| 8.       | 2        | 中間車     | 082  |
| 9.       | 1        | 中間車     | 086  |
| 10.      | 2        | 先頭動力車 | 682  |

備考: 2013年9月初めから1等車が減らされ、新たに2等車が順に1等車となった。

## 列車の受電と互換性
列車は3つの鉄道受電方式で運行できる。

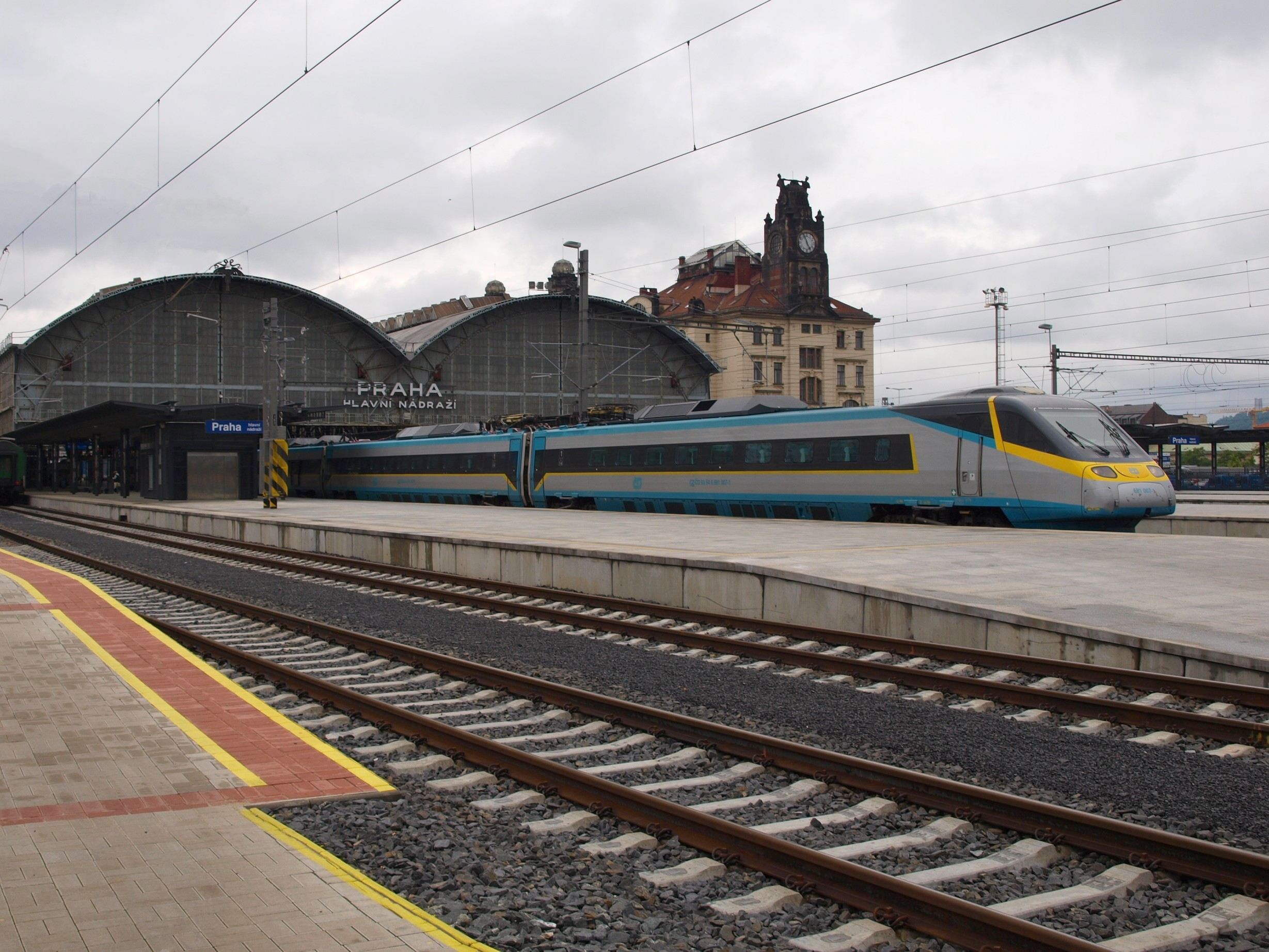
プラハ本駅からオストラヴァへ出発する電車

- 直流電圧 3,000 V (チェコ共和国とスロバキア – 北部)
- 交流電圧単相 25 kV 50 Hz (チェコ共和国とスロバキア – 南部)
- 交流電圧単相 15 kV 16 2/3 Hz (ドイツ、オーストリア)

低抵抗の保安機器を電磁障害の中で使用する理由で、ペンドリーノが無制限に運行できるチェコの路線は限られる。変換器の従来形式は列車の障害の中で完全には使用できない。しかしこの問題は一般に鉄道交通で使用される全周波数変換器に関係している。この理由で、ペンドリーノに導電流補償器（アクティブフィルター）が取り付けられた。物理的な製造・据付ではなく、ペンドリーノだけに限らず、周波数変換器と軌道電流回路がある車両の互換性の未解決問題と、この問題の解決が、補償器の主な長所であった。

## 技術仕様
編成の各車両は長さ25.9m、先頭車が27.7mで、編成長は184m、広さ2.8mである。列車は0から100km/hまで68秒で（加速度0.39 m/s2）、0から160 km/hmまで162 s (0.27 m/s2)、0から230 km/hmまで462 s (0.13 m/s2)で加速する。車体は最大8° (チェコでは6,5°)まで傾けることができる。

## 経済

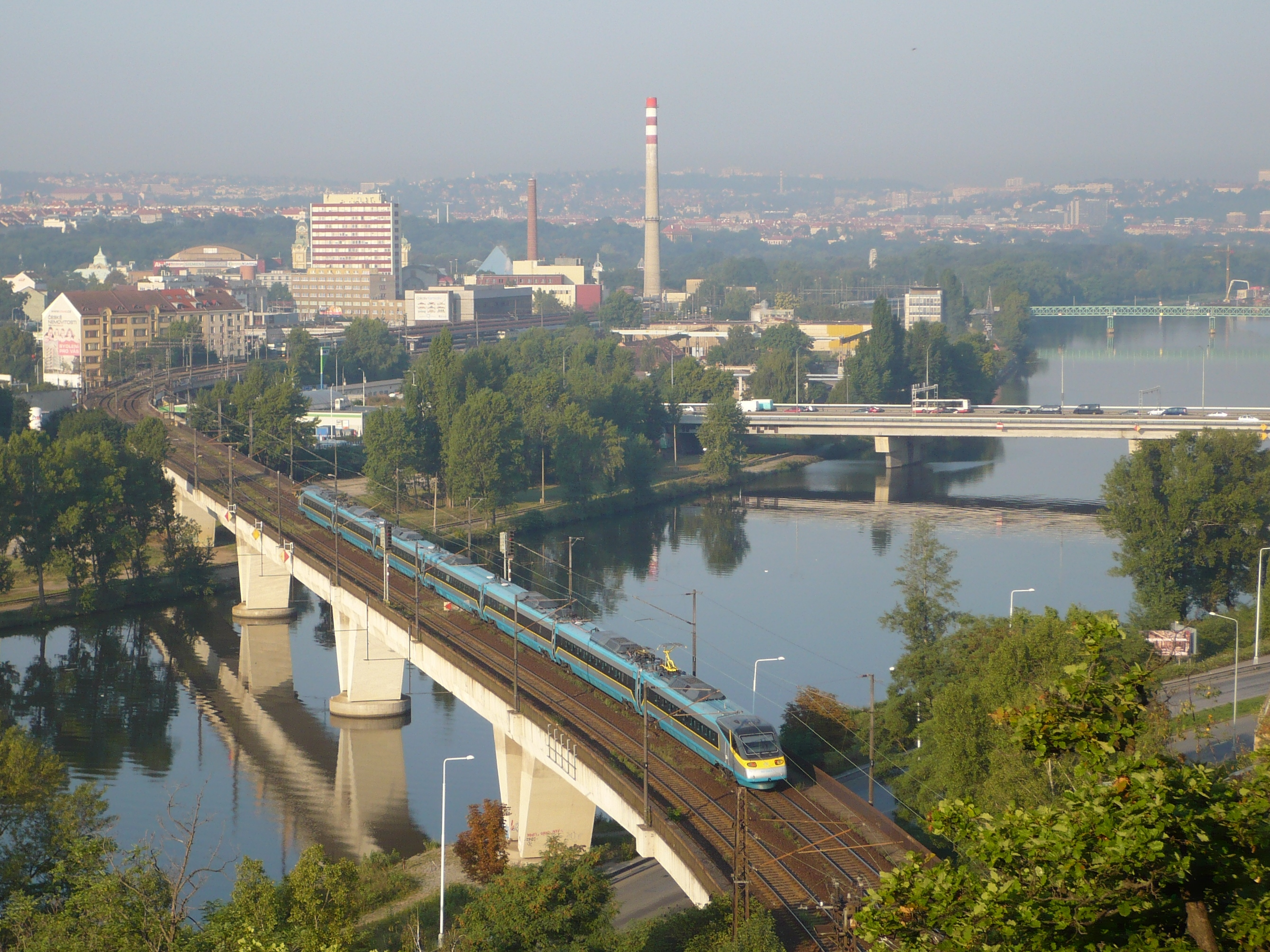
ホレショヴィツェ駅手前、ブロヴカ下の橋を走る列車

2009年3月のデータでは、これらの車両は大きく損失を生んでいた。運行中は毎年、チェコ鉄道で、運賃収入より5億から5.5億コルナ（25 - 28億円）多いコストが発生していた。一つの理由は、通常の保守にかかる一年あたり約2億コルナ（約10億円）で、これは列車が1,200,000キロ走った時にこれだけの保守費用が発生するという意味になる。他の理由は、45億コルナ（約230億円）近くする車両購入費の償却である。減価償却費が毎年2から2.5億コルナ（10 - 12億円）で、借金の利子が約1億コルナ（5億円）になる。列車購入の借金は2014年11月25日に返済される予定であった。
雑誌MF Dnes、2009年6月11日のインタビューで、チェコ鉄道のペトル・ジャルダCEOは、ペンドリーノが、月曜日と金曜日の便が毎回売り切れても損失を生む可能性を認めている。ウィーンやブラチスラヴァまで長距離運行しても、この型式の車両での運行ルートが短いことが主な理由と言われている。それ故、チェコ鉄道は運行ルートを延ばし、多くの目的地を用意しようとした。2009年6月12日からペンドリーノがトルジネツまで運行すると宣言し、ドイツと、最初から意図されていたベルリン - プラハ - ウィーンのルートへの1年半後の配備について同意することを望んでいた。
しかし2013年のダイヤ以降で失敗し、結局オーストリア連邦鉄道との合意後この派生系統は破談となり、2015年ダイヤ以降ではウィーン方面のルートに、借用したオーストリアの1216 (タウルス)系機関車を含むレイルジェット編成が配備され始めた。

## 事故
2015年7月22日、ストゥデーンカの踏切で、信号機器が動作した時にトラックの運転手が踏切に入り、ペンドリーノと衝突する事故が発生した。事故による死者は3人、負傷者は17人であった。680.003編成、特に先頭車682.003は事故で大きく破損した。